# 大叶苹婆
大叶苹婆（学名：Sterculia kingtungensis）为梧桐科苹婆属的植物，是中国的特有植物。分布于中国大陆的云南等地，生长于海拔1,600米的地区，一般生长在河边，目前尚未由人工引种栽培。